# ГРЭС (станция)
ГРЭС — грузопассажирская и сортировочная станция Свердловской железной дороги в городе Нижней Туре Свердловской области России. Одна из трёх пассажирских станций тупикового нижнетуринского ответвления от линии Гороблагодатская — Серов, которое отходит от станции Выи (село Большая Выя)
Станция ГРЭС находится в восточной части города. На станции есть один посадочный пассажирский перрон для обоих направлений движения и двухэтажное станционное административное здание с диспетчерской и комплексом хозяйственных зданий, от станции отходят подъездные пути к Нижнетуринской ГРЭС и другим предприятиям города.
Через станцию не ходят поезда дальнего следования. Имеется только пригородное и грузовое сообщение. На станции ГРЭС останавливаются пригородные электропоезда Нижний Тагил — Верхотурье и Нижний Тагил — Серов.